# Bulbophyllum agastor
Bulbophyllum agastor là một loài phong lan thuộc chi Bulbophyllum.